# Переверзевка
Переверзевка (укр. Переверзівка) — село,
Тимошовский сельский совет,
Михайловский район,
Запорожская область,
Украина.
Село ликвидировано в 1994 году.

## Географическое положение
Село Переверзевка находилось в 6-и км от села Новоалександровка (Весёловский район).

## История
- 1994 — село ликвидировано[2].